# Gdybym wiedział to co wiem
Gdybym wiedział to co wiem – maxisingel Kazika Staszewskiego promujący album Melassa. Singel został wydany w 2000 roku przez wytwórnię muzyczną S.P. Records.

## Lista utworów
1. "Gdybym wiedział to co wiem"
2. "Gdybym wiedział to co wiem (wersja bitowa)"
3. "Gdybym wiedział to co wiem (kzamm as well)"
4. "Gdybym wiedział to co wiem (wersja pilota Pirxa)"
5. "Każdy potrzebuje przyjaciela (wersja pilota Rudla)"
6. "Jak chcesz być piękna to cierp"
7. "Komercya 2000 (radykalna wersja stereo)"
8. "Adela"
9. "Och Przester"
10. "Komandor Tarkin (wersja kasetowo-radiowa)"
11. "Wiek XX (wersja kasetowa)"

słowa: Kazik Staszewski
muzyka: Kazik Staszewski

## Skład
Krzysztof Banasik - organy
Olaf Deriglasoff - gitara basowa
Jacek Majewski - perkusjonalia
Leszek Możdżer - fortepian
Sławomir Pietrzak - gitara akustyczna, gitara
Kazik Staszewski - głos, sampler
Janusz Zdunek - trąbka

## Dodatkowe informacje
realizacja i mastering: Sławomir Janowski
mix: Sławomir Janowski, Kazik Staszewski, Olaf Deriglasoff
Nagrano w Słabe Studio SP.